# آبشارهای مالهالند
 آبشارهای مالهالند (به انگلیسی: Mulholland Falls) یک فیلم نئو-نوآر، جنایی و دلهره‌آور آمریکایی محصول سال ۱۹۹۶ به کارگردانی لی تاماهوری است. در این فیلم بازیگرانی همچون ملانی گریفیث، چاز پالمینتری، مایکل مدسن، کریس پن، نیک نولتی، تریت ویلیامز، جنیفر کانلی، اندرو مک‌کارتی، جان مالکوویچ، دانیل بالدوین، کایل چندلر، ویلیام پترسن، تیتوس ولیور، آرون نویل، راب لو، بروس درن، لوئیز فلچر، ملیندا کلارک و ارنی لایولی ایفای نقش کرده‌اند.

## داستان
در سال ۱۹۵۰ نیروی ویژه مبارزه با جنایت پلیس لس آنجلس دربارهٔ قتل زنی جوان تحقیق می‌کند و…

## تولید
فیلمبرداری در لس آنجلس، ملیبو، کالیفرنیا و دزرت هات اسپرینگز، کالیفرنیا و همچنین ونداور، یوتا انجام شد.